# Alberi della luna
Gli alberi della luna (in inglese Moon trees) sono alberi cresciuti dai semi portati in orbita lunare da Stuart Roosa, pilota del Modulo di Comando della missione Apollo 14 nel 1971. Roosa fu contattato da Ed Cliff, a capo del Servizio Forestale degli Stati Uniti d'America (USFS), che gli propose di portare con sé nella missione spaziale, in un progetto congiunto NASA/USFS, i semi di cinque specie di alberi: Pinus taeda, Pseudotsuga menziesii, Sequoia sempervirens, Liquidambar styraciflua e Platanus occidentalis. Al ritorno dell'Apollo 14 sulla Terra, i semi furono fatti germinare dal Servizio Forestale statunitense; il postime risultante fu distribuito in diverse località degli Stati Uniti d'America e nel mondo.

## Storia
Il progetto iniziò dalla scelta di Roosa come astronauta della missione Apollo 14. Ed Cliff, capo del Servizio Forestale statunitense, che conosceva Stuart Roosa da quando egli lavorava come paracadutista forestale, gli propose di trasportare alcuni semi nello spazio nel suo bagaglio personale. I semi da consegnare a Roosa furono scelti da cinque specie arboree diverse, mentre i semi di controllo furono conservati, al fine della sua successiva comparazione, sulla Terra. I contenitori dei semi si aprirono durante le procedure di decontaminazione al rientro sulla Terra; i semi si mescolarono tra di loro e si presumette che non fossero più vitali.
I semi, portati nelle stazioni forestali di Gulfport (Mississippi) e Placerville (California) per tentare la germinazione, germogliarono quasi totalmente, e il Servizio Forestale ottenne da 420 a 450 individui. Alcuni di questi furono messi a dimora in prossimità degli analoghi individui nati dai semi conservati sulla Terra.

## Localizzazioni
Gli alberi della luna sono stati messi a dimora in diverse località degli Stati Uniti d'America, soprattutto in occasione delle manifestazioni del duecentenario della fondazione statunitense, nonché in alcune città in altre parti del mondo, ma non ne fu stilata una lista ufficiale. Le localizzazioni note di alberi della luna sono le seguenti:
| Città                        | Stato/Provincia    | Paese       | Localizzazione                       | Tipo di albero                         | Data di messa a dimora |
| ---------------------------- | ------------------ | ----------- | ------------------------------------ | -------------------------------------- | ---------------------- |
| Birmingham                   | Alabama            | Stati Uniti | Birmingham Botanical Gardens         | Platanus occidentalis                  | 25 febbraio 1976       |
| Montgomery                   | Alabama            | Stati Uniti | State Capitol                        | Pinus taeda                            | Aprile 1976            |
| Troy                         | Alabama            | Stati Uniti | Pioneer Museum of Alabama            | Pinus taeda                            | 5 agosto 1976          |
| Tuscumbia                    | Alabama            | Stati Uniti | Ivy Green                            | Pinus taeda                            | 19 ottobre 1976        |
| Tucson                       | Arizona            | Stati Uniti | Kuiper Space Sciences Building       | Platanus occidentalis                  | 30 aprile 1976         |
| Fort Smith                   | Arkansas           | Stati Uniti | Sebastian County Courthouse          | Pinus taeda                            | 15 marzo 1976          |
| Washington                   | Arkansas           | Stati Uniti | Old Washington Historic State Park   | Pinus taeda                            | 15 marzo 1976          |
| Arcata                       | California         | Stati Uniti | Humboldt State University            | 3 Sequoia sempervirens                 | 1976                   |
| Berkeley                     | California         | Stati Uniti | Tilden Nature Area                   | 2 Sequoia sempervirens                 | 26 luglio 1976         |
| Lockeford                    | California         | Stati Uniti | Lockeford Plant Materials Center     | Sequoia sempervirens                   | 1979                   |
| Monterey                     | California         | Stati Uniti | Friendly Plaza                       | Sequoia sempervirens                   | luglio 1976            |
| Sacramento                   | California         | Stati Uniti | Capitol Park                         | Sequoia sempervirens                   | 1976                   |
| San Dimas                    | California         | Stati Uniti | Technology & Development Center      | Sequoia sempervirens                   | 29 marzo 1977          |
| San Luis Obispo              | California         | Stati Uniti | Mission Plaza                        | Sequoia sempervirens                   | 30 luglio 1976         |
| Cape Canaveral               | Florida            | Stati Uniti | Kennedy Space Center                 | Platanus occidentalis                  | 25 giugno 1976         |
| Gainesville                  | Florida            | Stati Uniti | Università della Florida             | Platanus occidentalis                  | 1977 circa             |
| Keystone Heights             | Florida            | Stati Uniti | Keystone Heights Library             | Platanus occidentalis                  | 1984                   |
| Perry                        | Florida            | Stati Uniti | Forest Capital State Park            | Pinus taeda                            | 26 aprile 1978         |
| Tallahassee                  | Florida            | Stati Uniti | Cascades Park                        | Platanus occidentalis                  |                        |
| Tallahassee                  | Florida            | Stati Uniti | Doyle Conner Building                | Pinus taeda                            | 1976                   |
| Athens                       | Georgia            | Stati Uniti | Clarke County Planning Dept.         | Pinus taeda                            | Maggio 1976            |
| Waycross                     | Georgia            | Stati Uniti | Okefenokee RESA                      | Pinus taeda                            |                        |
| Boise                        | Idaho              | Stati Uniti | Lowell Elementary School             | Pinus taeda                            | 1977                   |
| Cannelton                    | Indiana            | Stati Uniti | Camp Koch Girl Scout Camp            | Platanus occidentalis                  | 1976                   |
| Indianapolis                 | Indiana            | Stati Uniti | Indiana Statehouse                   | Platanus occidentalis                  | 9 aprile 1976          |
| Lincoln City                 | Indiana            | Stati Uniti | Lincoln State Park                   | Platanus occidentalis                  | 1 maggio 1976          |
| Tell City                    | Indiana            | Stati Uniti | Forest Service Office                | 2 Liquidambar styraciflua              | 1976                   |
| Atchison                     | Kansas             | Stati Uniti | International Forest of Friendship   | Platanus occidentalis                  | 24 luglio 1986         |
| Elmer                        | Louisiana          | Stati Uniti | Palustris Experimental Forest        | Pinus taeda                            | Aprile 1976            |
| Bethesda                     | Maryland           | Stati Uniti | Society of American Foresters        | Pinus taeda                            | 30 settembre 1975      |
| Greenbelt                    | Maryland           | Stati Uniti | Goddard Space Flight Center          | Platanus occidentalis                  | 9 giugno 1977          |
| Holliston                    | Massachusetts      | Stati Uniti | Holliston Police Station             | Platanus occidentalis                  | Aprile 1976            |
| Mississippi St. Univ.        | Mississippi        | Stati Uniti | Dorman Hall                          | Platanus occidentalis                  | 1975                   |
| Waynesboro                   | Mississippi        | Stati Uniti | Forestry Commission Nursery          | Platanus occidentalis                  |                        |
| Wiggins                      | Mississippi        | Stati Uniti | Camp Iti Kana                        | Platanus occidentalis                  | Aprile/maggio 1974     |
| DeSoto                       | Missouri           | Stati Uniti | Walther Park                         | Platanus occidentalis                  |                        |
| Monmouth County              | New Jersey         | Stati Uniti | Monmouth County Courthouse           | Platanus occidentalis                  |                        |
| Asheville                    | North Carolina     | Stati Uniti | Botanical Gardens at Asheville       | Platanus occidentalis                  | 19 marzo 1976          |
| Foresta nazionale di Pisgah  | North Carolina     | Stati Uniti | Craddle of Forestry                  | Platanus occidentalis                  | 18 ottobre 1976        |
| Jefferson County             | Ohio               | Stati Uniti | Friendship Park                      | Platanus occidentalis                  | 29 luglio 1976         |
| University of Oregon, Eugene | Oregon             | Stati Uniti | Erb Memorial Union                   | Pseudotsuga menziesii                  | 1976                   |
| Roseburg                     | Oregon             | Stati Uniti | U.S. Veteran's Hospital              | Pseudotsuga menziesii                  | 3 maggio 1976          |
| Corvallis                    | Oregon             | Stati Uniti | Università statale dell'Oregon       | Pseudotsuga menziesii                  | 1976                   |
| Salem                        | Oregon             | Stati Uniti | State Capitol Building               | Pseudotsuga menziesii                  | 30 aprile 1976         |
| Salem                        | Oregon             | Stati Uniti | Residenza privata                    | 2 Pseudotsuga menziesii                | 1973                   |
| Dillsburg                    | Pennsylvania       | Stati Uniti | Dillsburg Elementary School          | Platanus occidentalis                  | 30 aprile 1976         |
| Ebensburg                    | Pennsylvania       | Stati Uniti | Cambria County Courthouse            | Platanus occidentalis                  | 29 giugno 1976         |
| Hollidaysburg                | Pennsylvania       | Stati Uniti | Highland Hall                        | Platanus occidentalis                  | 5 maggio 1976          |
| King of Prussia              | Pennsylvania       | Stati Uniti | Lockheed Martin                      | Platanus occidentalis                  | 30 giugno 1976         |
| Newtown/Langhorne            | Pennsylvania       | Stati Uniti | Core Creek Park                      | Platanus occidentalis                  | 30 aprile 1976         |
| Topton                       | Pennsylvania       | Stati Uniti | Topton Mini Museum                   | Platanus occidentalis                  | 20 aprile 1976         |
| Sewanee                      | Tennessee          | Stati Uniti | University of the South              | Platanus occidentalis                  | Aprile 1976            |
| Elizabethton                 | Tennessee          | Stati Uniti |                                      | Platanus occidentalis                  | Aprile 1976            |
| Shoals State Park            |                    | Stati Uniti |                                      | Platanus occidentalis                  | Aprile 1976            |
| Westlake                     | Texas              | Stati Uniti | Residenza privata                    | Platanus occidentalis                  | 1978                   |
| Draper                       | Utah               | Stati Uniti | Lone Peak Nursery                    | Platanus occidentalis                  | 1976                   |
| Hampton                      | Virginia           | Stati Uniti | Booker Elementary School             | Platanus occidentalis                  | 30 aprile 1976         |
| Loudoun County               | Virginia           | Stati Uniti | Terreno privato                      | Liquidambar styraciflua                | 1978                   |
| Olympia                      | Washington         | Stati Uniti | State Capitol Building               | Pseudotsuga menziesii                  | Aprile 1976            |
| Brasilia                     | Distretto Federale | Brasile     | IBAMA Institute                      | Liquidambar styraciflua                | 14 gennaio 1980        |
| Santa Rosa                   | Rio Grande do Sul  | Brasile     |                                      | Sequoia sempervirens                   | 18 agosto 1981         |
| Auburn University            | Alabama            | Stati Uniti | G.W. Andrews Forestry Sciences Lab   | Pinus taeda,Platanus occidentalis      | 22 ottobre 1976        |
| Huntsville                   | Alabama            | Stati Uniti | U.S. Space and Rocket Center         | 5 Platanus occidentalis, 2 Pinus taeda | 29 ottobre 1976        |
| Tuskegee                     | Alabama            | Stati Uniti | VA Hospital (CAVHCS)                 | Pinus taeda                            | 1976                   |
| Flagstaff                    | Arizona            | Stati Uniti | Flagstaff Jr. High School            | Pseudotsuga menziesii                  | 30 aprile 1976         |
| Little Rock                  | Arkansas           | Stati Uniti | Forestry Commission Headquarters     | Pinus taeda                            | 15 marzo 1976          |
| Monticello                   | Arkansas           | Stati Uniti | University of Arkansas at Monticello | Pinus taeda                            | 1977?                  |
| El Dorado Hills              | California         | Stati Uniti | St. Stephen's Lutheran Church        | Sequoia sempervirens                   | 1976                   |
| Moscow                       | Idaho              | Stati Uniti | Università dell'Idaho                | Platanus occidentalis                  | 18 maggio 1976         |
| New Orleans                  | Louisiana          | Stati Uniti | New Orleans River Walk               | Pinus taeda                            | Giugno 1983            |
| New Orleans                  | Louisiana          | Stati Uniti | NASA Michoud Assembly Facility       | Pinus taeda (2?)                       | Luglio 1976            |
| North Pembroke               | Massachusetts      | Stati Uniti | Historical Society                   | Platanus occidentalis?                 | Aprile 1976            |
| Wyoming                      | Michigan           | Stati Uniti | Wyoming Police Station               | Platanus occidentalis                  | 23 aprile 1976         |
| Albuquerque                  | New Mexico         | Stati Uniti | Civic Plaza                          | Pseudotsuga menziesii                  | 7 aprile 1976          |
| Illinois Valley              | Oregon             | Stati Uniti | Siskiyou Smoke Jumpers Base          | Pseudotsuga menziesii                  |                        |
| Philadelphia                 | Pennsylvania       | Stati Uniti | Washington Square                    | Platanus occidentalis                  | 6 maggio 1975          |
| Knoxville                    | Tennessee          | Stati Uniti | Università del Tennessee             | Pinus taeda                            | Aprile 1976            |
| Tullahoma                    | Tennessee          | Stati Uniti | Arnold Air Force Base                | Pinus taeda                            | Aprile 1976            |
| College Station              | Texas              | Stati Uniti | Brazos County Arboretum              | Platanus occidentalis                  | 21 marzo 1976          |
| Salt Lake City               | Utah               | Stati Uniti | State Capitol Building               | Platanus occidentalis                  |                        |
| Washington D.C.              |                    | Stati Uniti | Casa Bianca                          | Pinus taeda                            | 19 gennaio 1977        |

## Seconda generazione

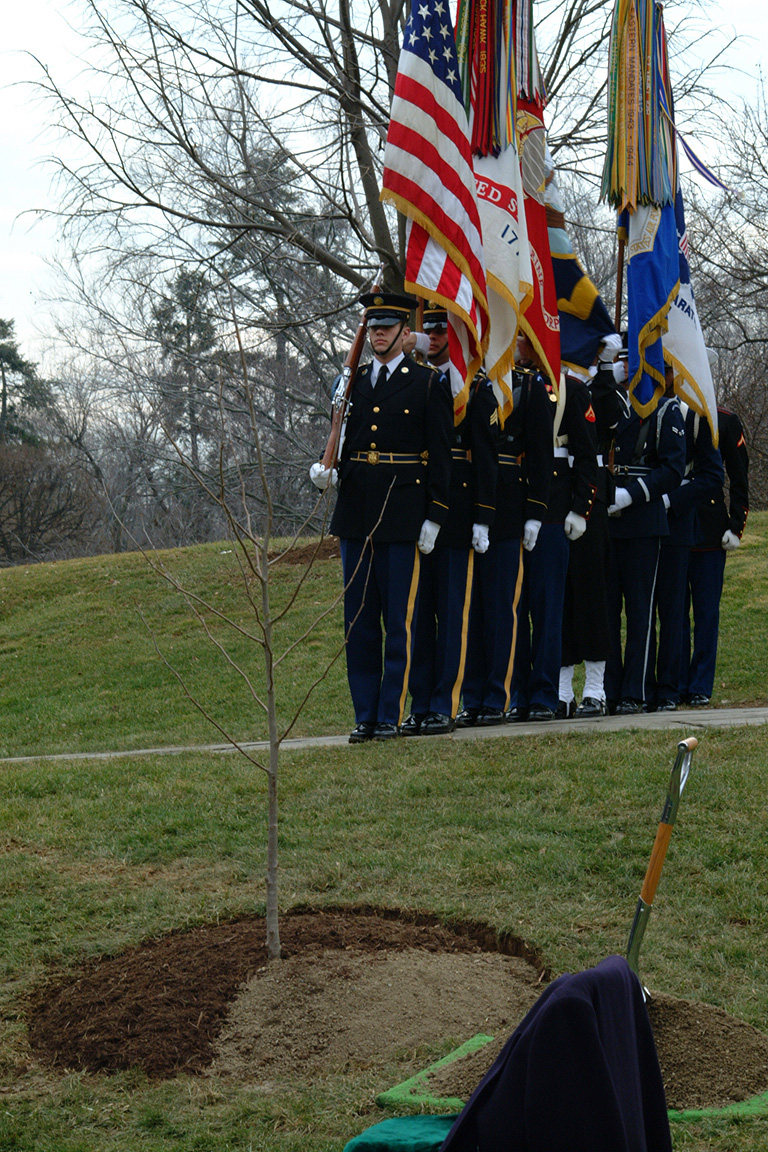
Platano appartenente alla seconda generazione messo a dimora nel cimitero nazionale di Arlington nel 2005.

Gli alberi della luna di seconda generazione sono quelli derivanti dalla riproduzione di alberi della luna oppure da innesti di alberi della luna su franchi della medesima specie, e si trovano nelle seguenti localizzazioni:
| Città            | Stato/Provincia | Paese       | Localizzazione                      | Tipo di albero          | Data di messa a dimora |
| ---------------- | --------------- | ----------- | ----------------------------------- | ----------------------- | ---------------------- |
| Enterprise       | Alabama         | Stati Uniti | Residenza privata                   | Platanus occidentalis   | 15 febbraio 2002       |
| Enterprise       | Alabama         | Stati Uniti | Residenza privata                   | Platanus occidentalis   | 15 marzo 2003          |
| Huntsville       | Alabama         | Stati Uniti | Marshall Space Flight Center        | Platanus occidentalis   | 22 aprile 1996         |
| Lancaster        | California      | Stati Uniti | Lancaster Performing Arts Center    | Platanus occidentalis   | 23 settembre 2009      |
| Blue Lake        | California      | Stati Uniti | Ultra Powers Co.                    | Sequoia sempervirens    |                        |
| Lake Arrowhead   | California      | Stati Uniti | MSAS Astronomy Village              | Platanus occidentalis   | Maggio 1999            |
| Mountain View    | California      | Stati Uniti | Residenza privata                   | Sequoia sempervirens    | Gennaio, 1998          |
| Tampa            | Florida         | Stati Uniti | Museum of Science and Industry      | Platanus occidentalis   | 16 novembre 1996       |
| Hartwell         | Georgia         | Stati Uniti | Madora Garden Club                  | 4 Platanus occidentalis | Primavera 2006         |
| Boise            | Idaho           | Stati Uniti | National Interagency Fire Center    | Platanus occidentalis   | Primavera 2002         |
| Libertyville     | Illinois        | Stati Uniti | Adler Park School                   | Platanus occidentalis   | 1 ottobre 1997         |
| Indianapolis     | Indiana         | Stati Uniti | Greenbriar Elementary School        | Platanus occidentalis   | 22 aprile 1999         |
| Storm Lake       | Iowa            | Stati Uniti | Living Heritage Tree Museum         | Platanus occidentalis   |                        |
| Louisville       | Kentucky        | Stati Uniti | Zoo di Louisville                   | Platanus occidentalis   |                        |
| Stevensville     | Maryland        | Stati Uniti | Residenza privata                   | Platanus occidentalis   | Circa 1997             |
| Battle Creek     | Michigan        | Stati Uniti | Residenza privata                   | Platanus occidentalis   | Maggio 1998            |
| Buchanan         | Michigan        | Stati Uniti | Residenza privata                   | Platanus occidentalis   | 1996                   |
| Wyoming          | Michigan        | Stati Uniti | Stazione di polizia di Wyoming      | Platanus occidentalis   | 23 aprile 1976         |
| Unionville       | Missouri        | Stati Uniti | Historic Tree Museum                | Platanus occidentalis   | Novembre 1988          |
| Wayne            | New Jersey      | Stati Uniti | Cyanamid Company                    | Platanus occidentalis   |                        |
| Somers           | New York        | Stati Uniti | Lasdon Park and Arboretum           | Platanus occidentalis   |                        |
| Greensboro       | North Carolina  | Stati Uniti | Guilford College                    | Platanus occidentalis   | Primavera 1995         |
| Rowan County     | North Carolina  | Stati Uniti | Sloan Park                          | Platanus occidentalis   |                        |
| Canal Winchester | Ohio            | Stati Uniti | Residenza privata                   | Platanus occidentalis   | Agosto 1996            |
| Fairfield        | Ohio            | Stati Uniti | Paper Products Company              | Platanus occidentalis   | 13 luglio 2016         |
| Cave Junction    | Oregon          | Stati Uniti | Siskiyou Smoke Jumpers Base         | Pseudotsuga menziesii   | 6 ottobre 2012         |
| Hockley          | Texas           | Stati Uniti | Residenza privata                   | Platanus occidentalis   | 15 aprile 2002         |
| Arlington        | Virginia        | Stati Uniti | Arlington National Cemetery         | Platanus occidentalis   | 9 febbraio 2005        |
| Flamstead        | Inghilterra     | Regno Unito | Residenza privata?                  | Platanus occidentalis   | Estate 2008            |
| Tradate          | Varese          | Italia      | Osservatorio astronomico di Tradate | Pinus taeda             | 12 ottobre 2011        |
| Lucerna          | Canton Lucerna  | Svizzera    | Museo svizzero dei trasporti        | Platanus occidentalis   | 8 ottobre 2011         |

### Esplicative
1. ↑  Attualmente chiusa
2. 1 2 3 4 5 6 7 8 9 10 11 12 13 14 15 16 17 18 19 20 21 22 23  Non più vitale

### Bibliografiche
1. 1 2 3 4  (EN) The Moon Trees, su nssdc.gsfc.nasa.gov. URL consultato il 25 gennaio 2020.
2. 1 2 3 4 5 6 7  (EN) A Race Against Time to Find Apollo 14's Lost Voyagers, su NASA. URL consultato il 25 gennaio 2020 (archiviato dall'url originale il 7 settembre 2019).
3. ↑  (EN) Where Have the Moon Trees Gone?, su Wired News, 9 dicembre 2002. URL consultato il 25 gennaio 2020 (archiviato il 9 dicembre 2002).
4. ↑  (EN) Richard Stenger, Scientists look for elusive 'moon trees', su CNN.com, 22 ottobre 2002. URL consultato il 25 gennaio 2020 (archiviato dall'url originale il 30 marzo 2021).
5. ↑  (EN) Birmingham Botanical Gardens Moon Tree, su nssdc.gsfc.nasa.gov. URL consultato il 25 gennaio 2020.
6. 1 2  (EN) Other Areas of Interest - Birmingham Botanical Gardens, su bbgardens.org. URL consultato il 25 gennaio 2020 (archiviato dall'url originale il 25 aprile 2020).
7. 1 2 3  (EN) Alabama State Capitol Moon Tree, su nssdc.gsfc.nasa.gov. URL consultato il 25 gennaio 2020.
8. ↑  (EN) Pioneer Museum of Alabama - Home, su pioneer-museum.org. URL consultato il 25 gennaio 2020.
9. ↑  (EN) Ivy Green, Tuscumbia, Alabama Moon Tree, su nssdc.gsfc.nasa.gov. URL consultato il 25 gennaio 2020.
10. ↑  (EN) University of Arizona Moon Tree, su nssdc.gsfc.nasa.gov. URL consultato il 25 gennaio 2020.
11. ↑  (EN) The Life of the 'Moon Tree' on Campus, su Lunar and Planetary Laboratory & Department of Planetary Sciences | The University of Arizona, 4 ottobre 2016. URL consultato il 25 gennaio 2020.
12. ↑  (EN) Sebastian County Courthouse Moon Tree, su nssdc.gsfc.nasa.gov. URL consultato il 25 gennaio 2020.
13. ↑  (EN) The "Moon Trees", su National Aeronautics and Space Administration, 28 ottobre 2024. URL consultato il 17 gennaio 2025 (archiviato il 26 ottobre 1997).
14. 1 2  (EN) Jeremy Markovich, North Carolina's Hidden History: Moon Trees in Western North Carolina, su Our State Magazine, 27 ottobre 2019. URL consultato il 25 gennaio 2020.
15. ↑  (EN) Fly Me to the Moon, Then Let Me Grow Among the Firs, su Newhouse News Service, 3 ottobre 2002. URL consultato il 25 gennaio 2020 (archiviato dall'url originale il 3 ottobre 2002).
16. ↑  (EN) Second Generation Moon Trees, su nssdc.gsfc.nasa.gov. URL consultato il 25 gennaio 2020.
17. ↑  (EN) American Sycamore Moon Tree, su Storm Lake, IA - Official Website. URL consultato il 25 gennaio 2020.
18. ↑  (EN) Tradate Astronomical Observatory Moon Tree, su nssdc.gsfc.nasa.gov. URL consultato il 25 gennaio 2020.
19. ↑   Primo "albero della Luna"piantato in Europa - La Stampa, su lastampa.it, 17 ottobre 2011. URL consultato il 25 gennaio 2020.
20. ↑  (EN) Swiss Museum of Transport Moon Tree, su nssdc.gsfc.nasa.gov. URL consultato il 25 gennaio 2020.
21. ↑  (EN) First moon tree in Switzerland - Swissapollo - 2011 Z, su YouTube.
22. ↑  (DE) Alois Feusi, Ein Mondbaum für das Verkehrshaus, su Neue Züricher Zeitung, 11 ottobre 2011. URL consultato il 25 gennaio 2020.